# Ыгдыр
Ыгды́р (тур. Iğdır; азерб. İğdır; арм. Ցոլակերտ; курд. Îdir) — город и район в Восточной Турции, административный центр и крупнейший город одноимённого ила.

## История
Город в исторической Армении, в провинции Айрарат, прежнее название Сурб Мари. В средневековье был известен как Цолакерт. После русско-персидской войны город вошёл в состав Российской империи, и с 1828 по 1917 годы был уездным городом Сурмалинского уезда Эриванской губернии. В городе располагалась одна армянская школа, одна армянская церковь, почтовая и телеграфная станции. В 1918—1920 годах — в составе Республики Армения.
В 1920 году в ходе армяно-турецкой войны Ыгдыр был занят войсками Турции, а армяне, составлявшие бо́льшую часть населения города, были убиты или изгнаны. По Карсскому договору вошёл в состав Турции.

## Население
Согласно данным Списка населенных мест Кавказского края от 1880 года, население села составляло 2 066 человек, все армяне.

В 1897 году в Игдыре жило 4 680 человек, из которых армян — 3 934 (84 %), русских — 559 (11,9 %), «татар» (совр. азербайджанцев) — 82 (1,7 %), курдов — 72 (1,5 %) и другие.— Первая всеобщая перепись населения Российской Империи
К концу XIX века население города составляло 2900 человек, армяне.
По данным «Кавказского календаря» на 1916 год, к 1915 году в городе проживало 2 249 человек, армяне.
На 2011 год Ыгдыр имел смешанное население из азербайджанцев, турок и курдов.
| Население Ыгдыра | Население Ыгдыра |
| ---------------- | ---------------- |
| 2007             | 75 927           |
| 2000             | 59 880           |
| 1997             | 44 334           |
| 1990             | 35 858           |
| 1985             | 29 460           |
| 1980             | 24 352           |
| 1975             | 29 542           |
| 1970             | 21 420           |

## Экономика
5 марта 2025 года введён в эксплуатацию газопровод Ыгдыр — Нахичевань. Пропускная способность газопровода — 2 млн м3 газа / сутки. Максимальная пропускная способность — 730 млн м3/год. По газопроводу осуществляется транспортировка газа из Азербайджана через территорию Турции в Нахичевань.

## Памятник и музей геноцида
В Ыгдыре установлен монумент в память о турках, которые, по турецким данным, были убиты армянами во время Первой мировой войны.

## Известные уроженцы Ыгдырского района
- Агаронян, Аветис Аракелович (1866—1948) — глава Республики Армении.
- Акопян, Арутюн Амаякович (1918—2005) — артист эстрады, фокусник, народный артист СССР.
- Исабекян, Эдуард Амаякович (1914—2007) — народный художник Армении.
- Камалян, Гарник Аршакович (1908—1973) — армянский советский скульптор.
- Канаян, Драстамат Мартиросович (1883—1956) — армянский политический и военный деятель.
- Мириджанян, Верджалуйс (1916—1992) — советская армянская актриса[13].
- Терзибашян, Ваагн Мартиросович (1908—1978) — армянский советский скульптор[14].
- Четин, Сервет — турецкий футболист азербайджанского происхождения.
- Оган, Синан — турецкий политик азербайджанского происхождения, кандидат в президенты Турции на выборах 2023 года.

## Города-побратимы
- Шемахы (Азербайджан)
- Шарур (Азербайджан)

## Фотогалерея
- Улицы города
- Травянистая равнина
- Центральная улица Ыгдыра
- Могильный камень
- Памятник геноциду турок
- Исполнение танца «Наз элямя» в Ыгдыре (июль 2005 года)

## Комментарии
1. ↑  Ыгдыр — современная русская транслитерация названия («Атлас Мира», 2007 г. ISBN 5-85120-243-2), ранее употреблялись также формы Игдыр, Игдырь и Игдир, Ихдыр
2. ↑  Согласно ЭСБЕ — «азербейджанские татары», Кавказскому календарю Архивная копия от 5 февраля 2022 на Wayback Machine — «татары», переписи населения 1897 года Архивная копия от 12 января 2021 на Wayback Machine — «татары», «адзербейджанские турки», язык указан как «татарский». Согласно нынешней терминологии и далее в тексте статьи — азербайджанцы.